# Виґленди
Виґленди (пол. Wyględy) — село в Польщі, у гміні Лешно Варшавського-Західного повіту Мазовецького воєводства.
Населення — 554 особи (2011).
У 1975-1998 роках село належало до Варшавського воєводства.

## Демографія
Демографічна структура станом на 31 березня 2011 року:
|          | Загалом | Допрацездатний вік | Працездатний вік | Постпрацездатний вік |
| -------- | ------- | ------------------ | ---------------- | -------------------- |
| Чоловіки | 277     | 73                 | 190              | 14                   |
| Жінки    | 277     | 61                 | 174              | 42                   |
| Разом    | 554     | 134                | 364              | 56                   |